# Emphyleuscelus micros
Emphyleuscelus micros es una especie de coleóptero de la familia Attelabidae.

## Distribución geográfica
Habita en Brasil.